# Miniera di sale di Wieliczka
La miniera di sale di  Wieliczka (in polacco Kopalnia Soli „Wieliczka”) è situata nella città di Wieliczka, nell'Area metropolitana di Cracovia, in Polonia. È stata utilizzata per l'estrazione del sale dal XIII secolo al 1996. È una delle più antiche miniere di sale al mondo; la più antica si trova a Bochnia, sempre in Polonia, a 20 km da Wieliczka. La miniera raggiunge una profondità di 327,1 metri  e presenta gallerie e cunicoli per un'estensione totale di 287 km.
La miniera di sale di Wieliczka ha 3,5 km disponibili per le visite turistiche (meno dell'1% della lunghezza totale delle gallerie), che includono statue di figure storiche e religiose, tutte scolpite dai minatori direttamente nel sale. Anche i cristalli dei candelieri sono stati creati con il sale. La miniera presenta anche stanze decorate, cappelle e laghi sotterranei, e mostra la storia della miniera. Quella di Wieliczka è comunemente detta "la cattedrale di sale sotterranea della Polonia", ed è visitata ogni anno da circa 800.000 persone.

## Storia
La miniera era uno dei siti della Żupy krakowskie, la grande azienda di fondazione reale che gestiva l'estrazione e la lavorazione del sale.
Nel corso dei secoli, molte personalità hanno visitato queste miniere, tra cui Niccolò Copernico, Johann Wolfgang von Goethe, Alexander von Humboldt, Dmitrij Mendeleev, Bolesław Prus, Frédéric Chopin, Ignacy Jan Paderewski, Robert Baden-Powell, Jacob Bronowski (che girò alcune scene di The Ascent of Man nella miniera), Karol Wojtyła (futuro Papa Giovanni Paolo II), l'ex Presidente degli Stati Uniti d'America Bill Clinton, e altre teste coronate.
Durante la seconda guerra mondiale, la miniera fu utilizzata dalle truppe di occupazione tedesche per impianti di produzione bellici. Nel 1978 la miniera di sale di Wieliczka è stata iscritta nella lista dell'UNESCO dei Patrimoni dell'umanità, mentre nel 2013 il sito è stato allargato alla Miniera di sale di Bochnia.

## Galleria d'immagini

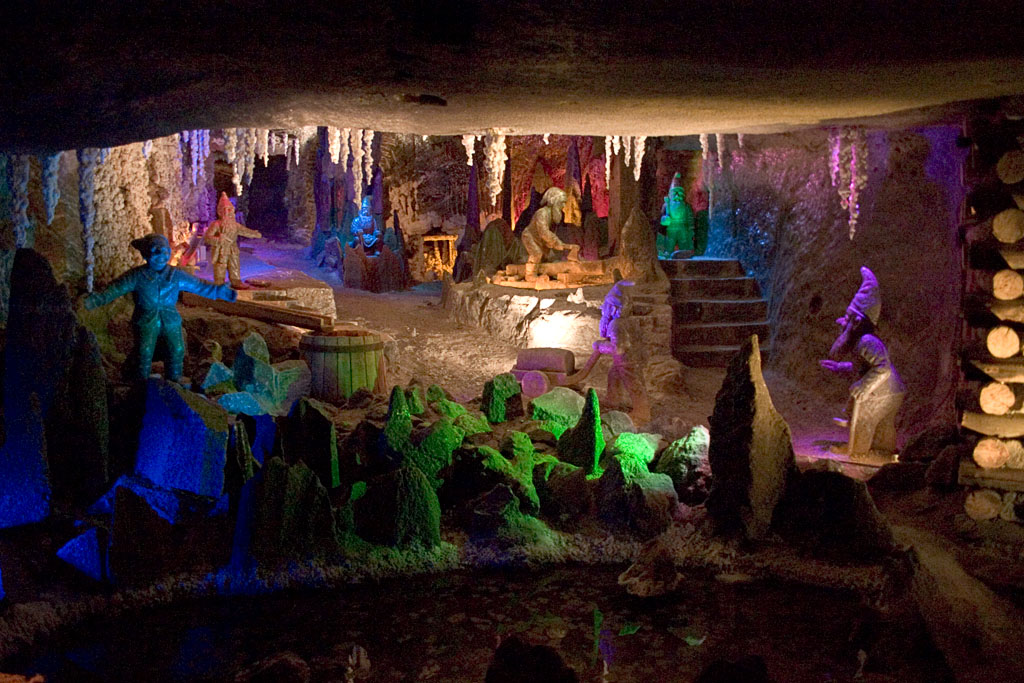
Lancia di Cunegonda (Kinga)
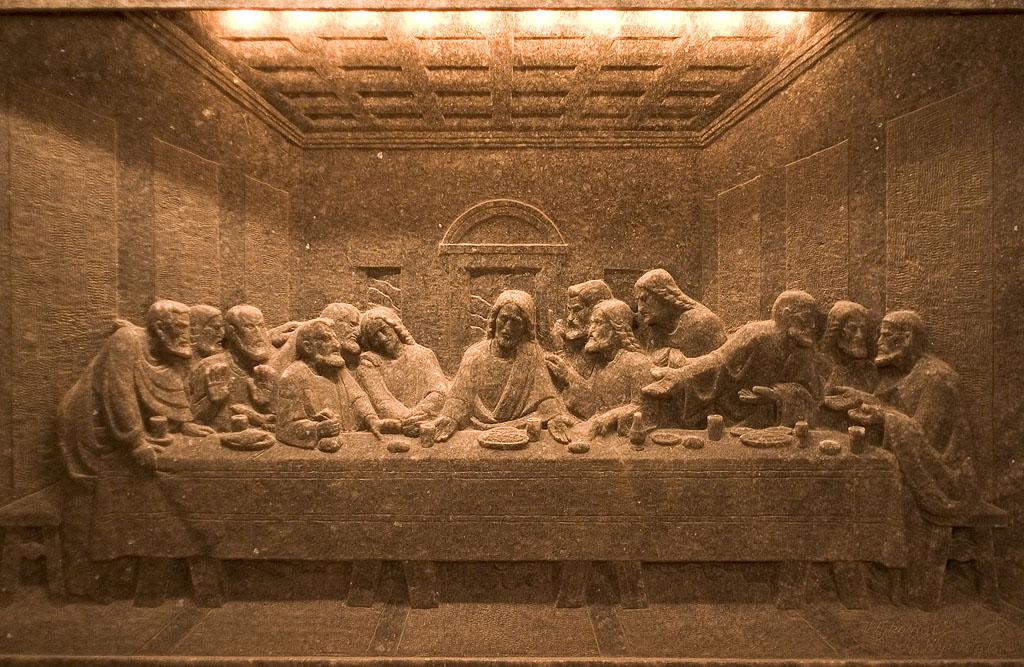
L'Ultima Cena di Leonardo da Vinci scolpita nella roccia salina
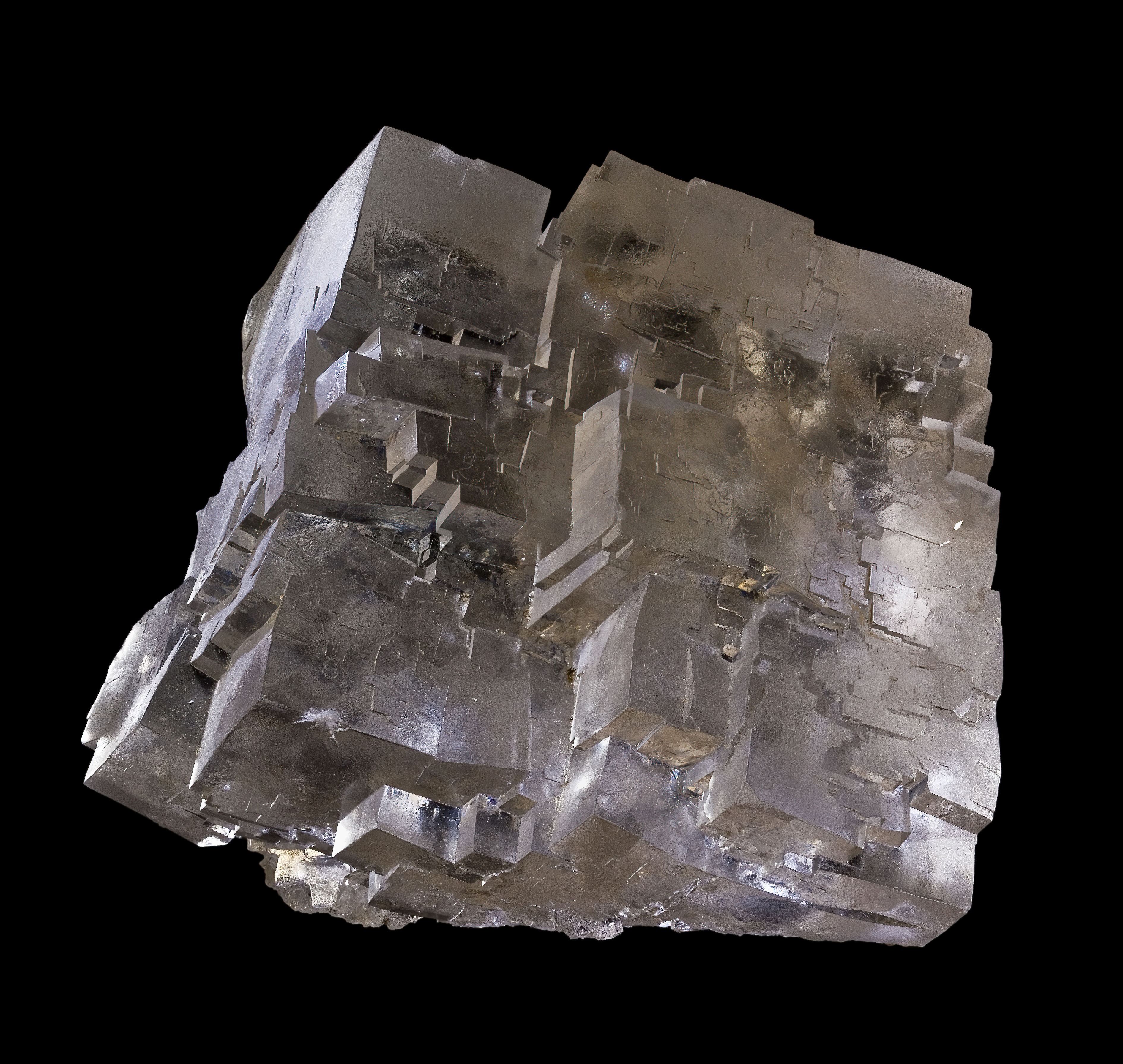
Halite della miniera di sale di Wieliczka
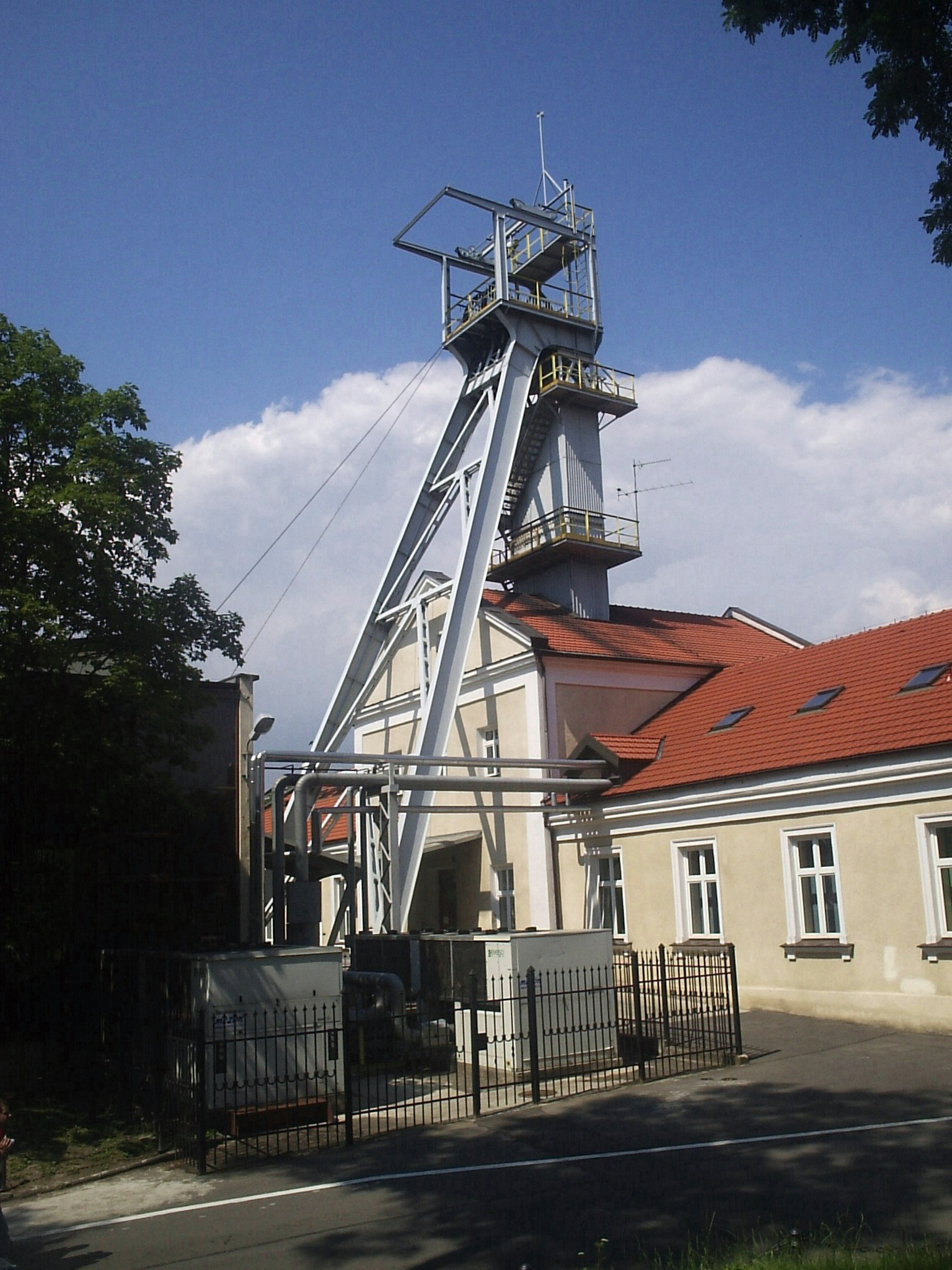
Entrata della miniera di sale (Nadszybie Daniłowicza)
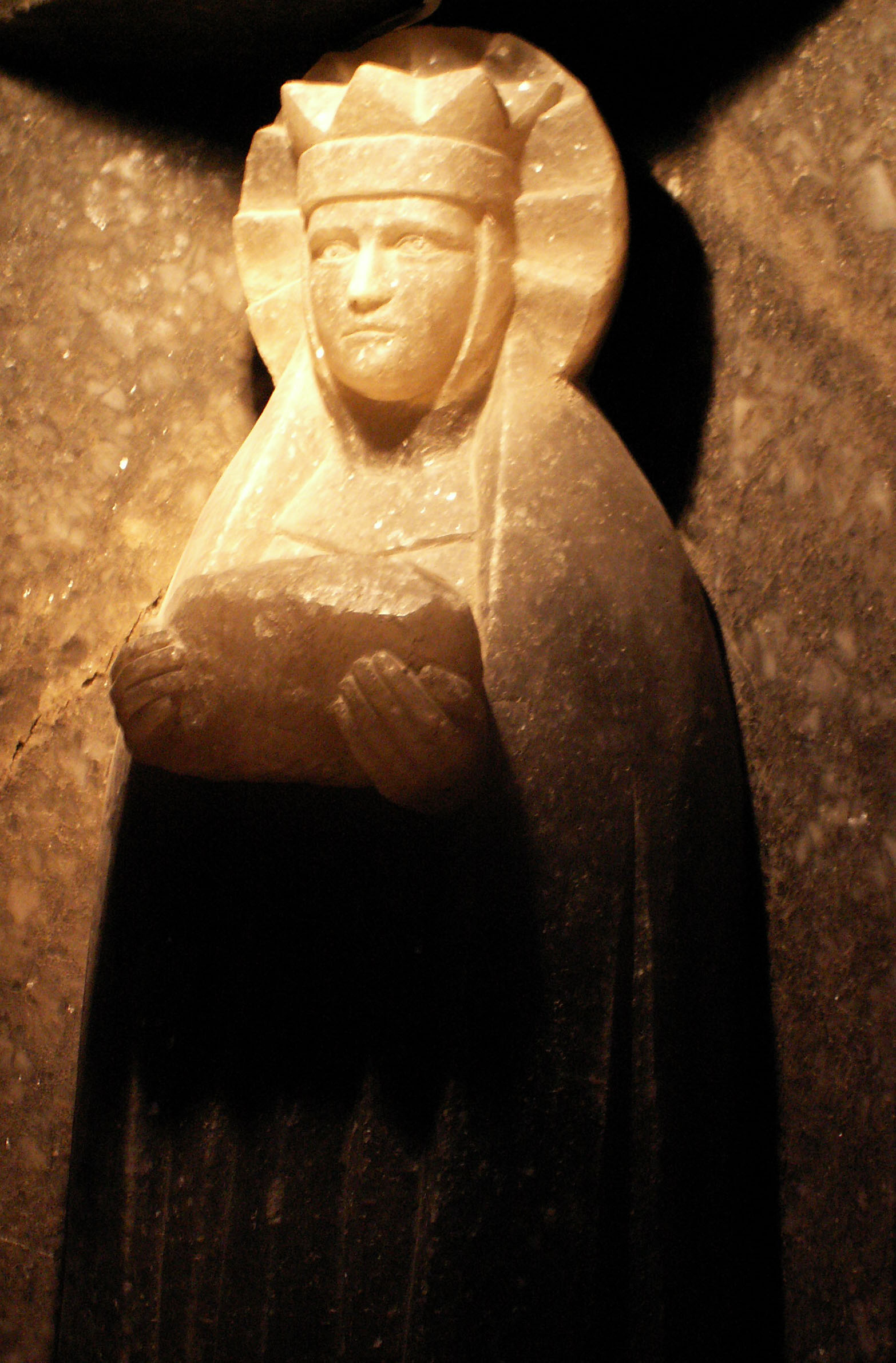
Statua di Santa Barbara
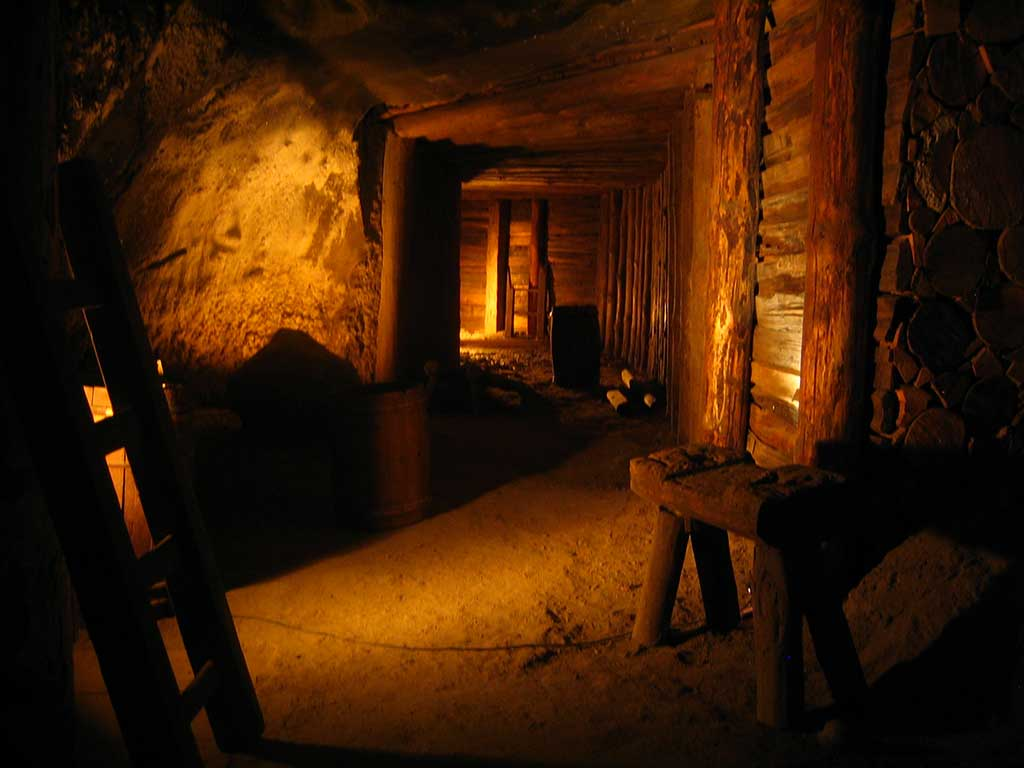
Il vecchio corridoio
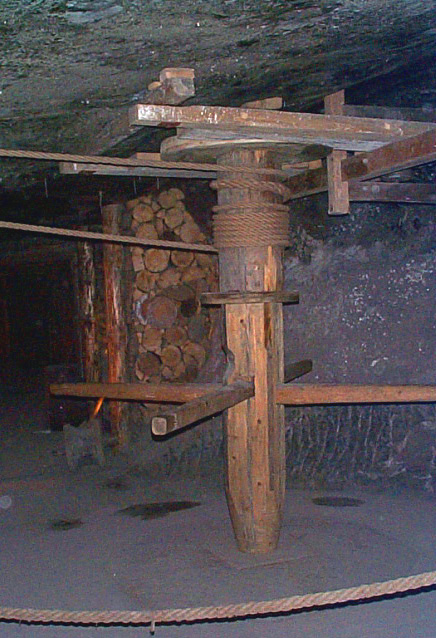
Vecchio argano contenuto nel museo
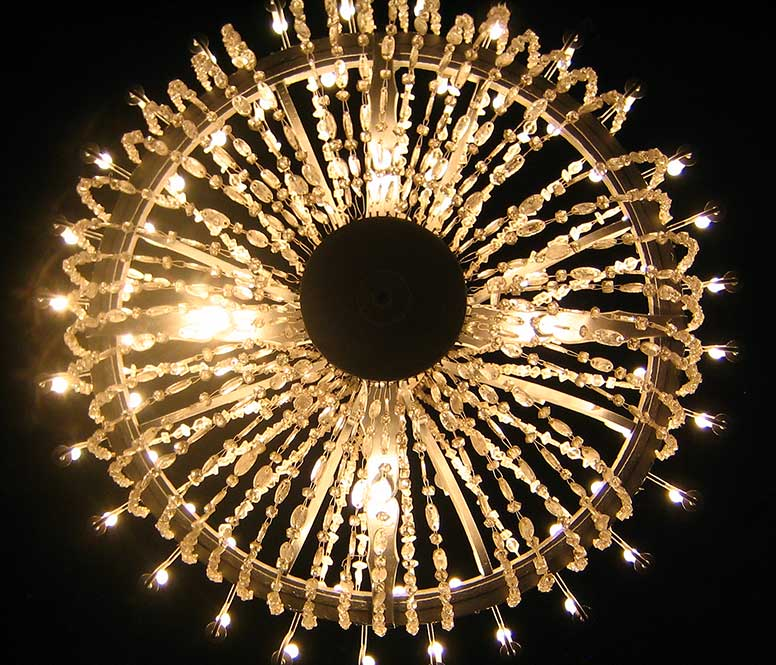
Candeliere contenuto nella chiesetta di San Kinga.
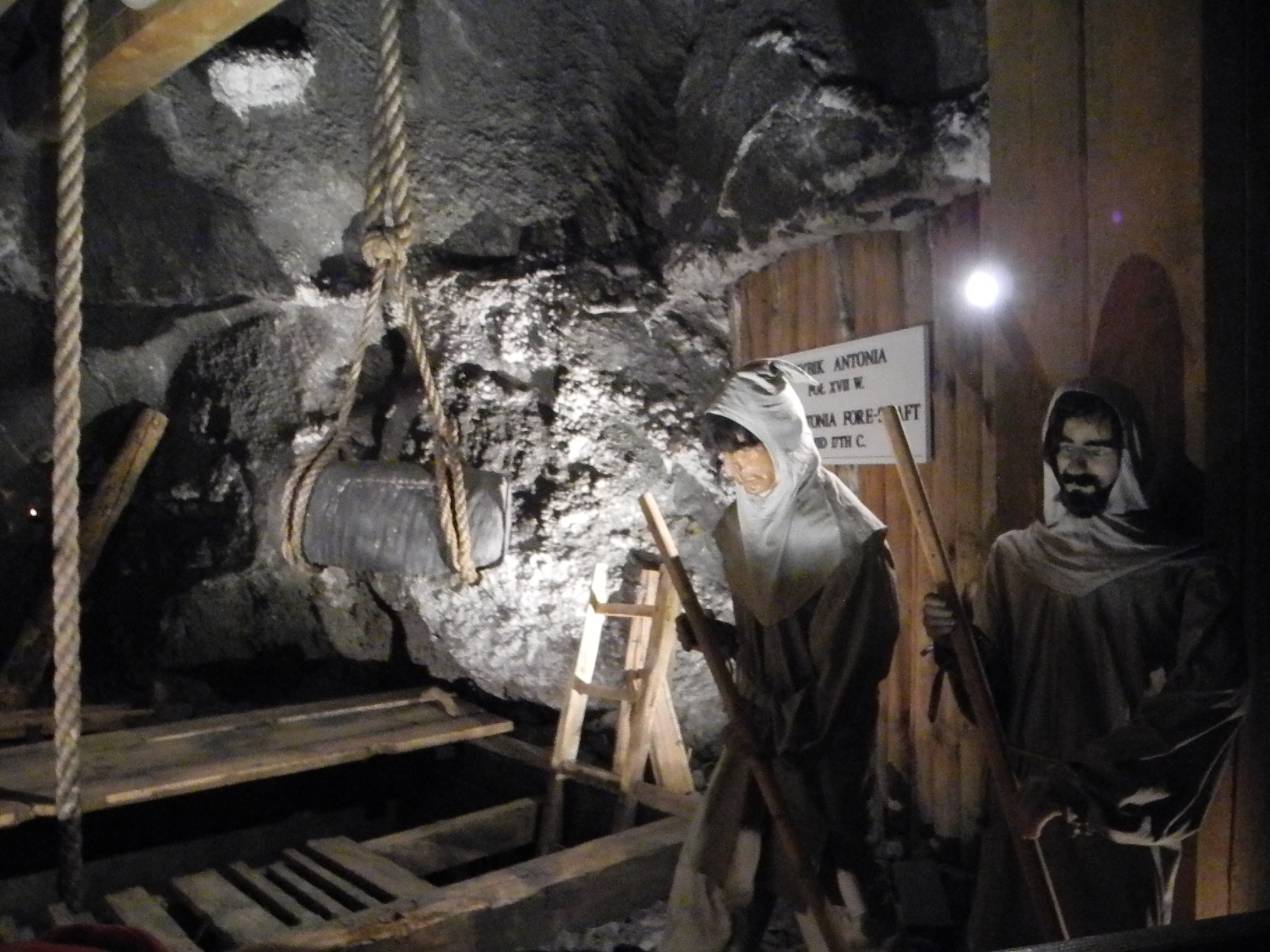
L'antico sistema estrattivo dei blocchi di sale in una ricostruzione all'interno della miniera.